# 中村樹里
中村 樹里は、日本の女優。三重県出身。

## 来歴・人物

### 来歴
- 2018年1月、ミスユニバース岡山大会にてグランプリを受賞する。
- トライストーン・エンタテイメント 直営の俳優養成／演技研究所『トライストーン・アクティングラボ』卒業。

### 人物
- 特技は弓道（初段）、卓球、絵画である。

## 出演
太字は主演、もしくはメインキャラクター。

### 映画
- 恋するミナミ（2013年） - 中川真央 役
- 22年目の告白-私が殺人犯です-（2017年、ワーナーブラザーズ） - キャンギャル役
- チトちゃんとリオくん（2021年デジタルハリウッド大学卒業制作作品） - 千歳 役
- ブレイブ 群青戦記（2021年3月12日、東宝） - 内藤悠美 役
- キャラクター（2021年6月11日、東宝） - 社員 役
- 私の愛を疑うな（2022年、短編映画　浅田若奈監督作品） - 鷲尾綾香 役

### テレビドラマ
- 検事・朝日奈耀子18（2016年11月12日、テレビ朝日） - レジ係　安井 役
- 名もなき復讐者 ZEGEN（2019年8月30日、関西テレビ）-　ガールズバー店員[1]
- 真犯人フラグ　（2021年10月10日～2022年3月13日　日本テレビ） - 亀田運輸社員役
- 上州登利平 たれ守り衆の50年（2023年2月23日　J:COM、　6月4日　群馬テレビ）-　渋川香子　役
- 婚活食堂　第11話（2023年7月2日、BSテレ東） - 麻生璃央 役
- 相棒　season22　第17話（2024年2月21日、テレビ朝日） - 市長秘書　川村蒼　役

### テレビ番組
- 中居正広の金曜日のスマたちへ（2015年）
- 痛快TV スカッとジャパン (2016年) - 生徒役
- 世界の日本人妻は見た! (2016年)
- 行列のできる法律相談所 (2016年SP52 怒れる美女SP）
- 中居正広の金曜日のスマたちへ (2016年)
- オールスター感謝祭2016秋（2016年） - アシスタント
- YOUは何しに日本へ　ドキドキ！美女と野獣SP（2018年） - ミスユニバース岡山大会
- 駆け込みドクター!運命を変える健康診断
- ダウンタウンなう
- 最前線！密着警察24時　春の特別警戒SP（2023年） - 再現ドラマ（芸能事務所詐欺事件）
- ペアキュン「コンビ結成秘話」（9月16、23日） - 再現ドラマ　 イワクラ 役

### WOWOWドラマ
- 男コピーライター、育休をとる。第3話　（看護師）

### 配信系ドラマ
- 森本刑事のオジさん観察日記（2020年　FOD）-　「監察医 朝顔」スピンオフドラマ　中華料理店店員　役
- 浅草キッド（2021年　Netflix） - 芸者役

### 舞台
- ファイティングリーマン (新宿シアターモリエール、2017年3月29日-2017年4月2日) - ホステス、OL 役
- スパイ大迷惑 (2017年7月20日-30日、新宿村LIVE) - にっち 役
- 夢の再結晶 (2018年11月24日・25日、池袋GEKIBA) - 赤澤カナ 役
- Ska Ghost（2019年3月8日-10日、中目黒キンケロ・シアター） - グリーン 役

### CM
- タカラレーベン「全国展開篇」（2015年）
- パナソニック「ナノイー」
- 三井生命（2019年）
- きっかけは、メントス。スペシャルムービー【もりあがらなくても】篇（2020年）

スチールモデル
- CAEMRA fan（2015年）-　ワークショップ＆セミナー　モデル
- ITmedia NEWS（2015年）-　モデル
- 「振袖大好き！」（2016～2017） - 世界文化社
- 『その日のできごと。』10月4日”探し物の日”（2021年12月） - 脚本 窪正晴

### イベント
- 東京モーターショー15
- THE GALAXY MUSIC FESTIVAL 2023 Vol1&2 MC